# 伍皓

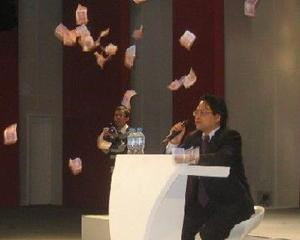
2010年4月22日摄于中国人民大学思科网真演播室

伍皓（1970年4月—），出生于四川省达州市达县，现任中共红河州委常委、宣传部部长；他於2009年底開通個人实名之新浪微博，成為中國国内首个也是極少數开实名微博的厅级官员。

## 生平
伍皓于1988年进入北京大学中文系就读，在读期间曾两次在中南海受到江泽民总书记接见。1990年初，包括伍皓在内的北京大学11名学生曾写信给江泽民以表达自己的爱国之情和报国之志，其后3月23日，江泽民在中南海怀仁堂会见了这11名学生。1992年他作为北京高校优秀毕业生代表再次受江泽民接见时，江泽民还给他起了藏名“扎西”，并说扎西在藏语中意为“吉祥”，并且还有“扎根西藏”的意思。
1992年毕业后，他申请进入西藏工作。一位曾经在伍皓手下工作的媒体人士称，伍皓当年想去新华社但怕因为身高的原因无法进入，于是申请“特批”前往西藏。在藏期间，他曾任新华社西藏分社政文室主任、西藏自治区党委办公厅政研室副主任等职。1999年调入新华社云南分社，历任政文采访部主任、内刊编辑室主任、常务副总编辑等职。其间，还曾主持创办《云南内参》并任主编。2008起，任中共云南省委宣传部副部长。
在2009年云南晋宁“躲猫猫”事件中，他因召集网友实地调查而知名。当年《新周刊》将他评为“2009十大猛人”之首、《南方周末》也将他列入年度人物候选、《南风窗》则将其列入“2009为了公共利益年度人物榜”。
2010年4月22日，伍皓来到中国人民大学思科网真演播室参加他的专场演讲会。其间，有人将一叠共60张、总额30元的五毛人民币朝他扔去，同时高喊“伍皓，五毛”以示抗议。对此，伍皓在接受采访时表示，这是网友在宣泄情绪，并承认中国的互联网管理有不尽如人意的地方。
2011年1月，伍皓任红河州委常委、宣传部部长。2016年4月，调任云南省新闻出版广电局副局长。
2022年12月13日，因涉嫌严重违纪违法接受纪律审查和监察调查。

## 著作
- . 新华出版社. ISBN 9787501184569.